# Янко Матушка
Янко-Властіміл Матушка (словац. Janko Vlastimil Matúška; *10 січня 1821, Дольний Кубін, Габсбурзька монархія — †11 січня 1877, Дольний Кубін, Габсбурзька монархія) — словацький поет романтизму, письменник, журналіст, автор тексту гімну Словаччини «Над Татрами блискавки сяють» (з 1993).

## Біографія

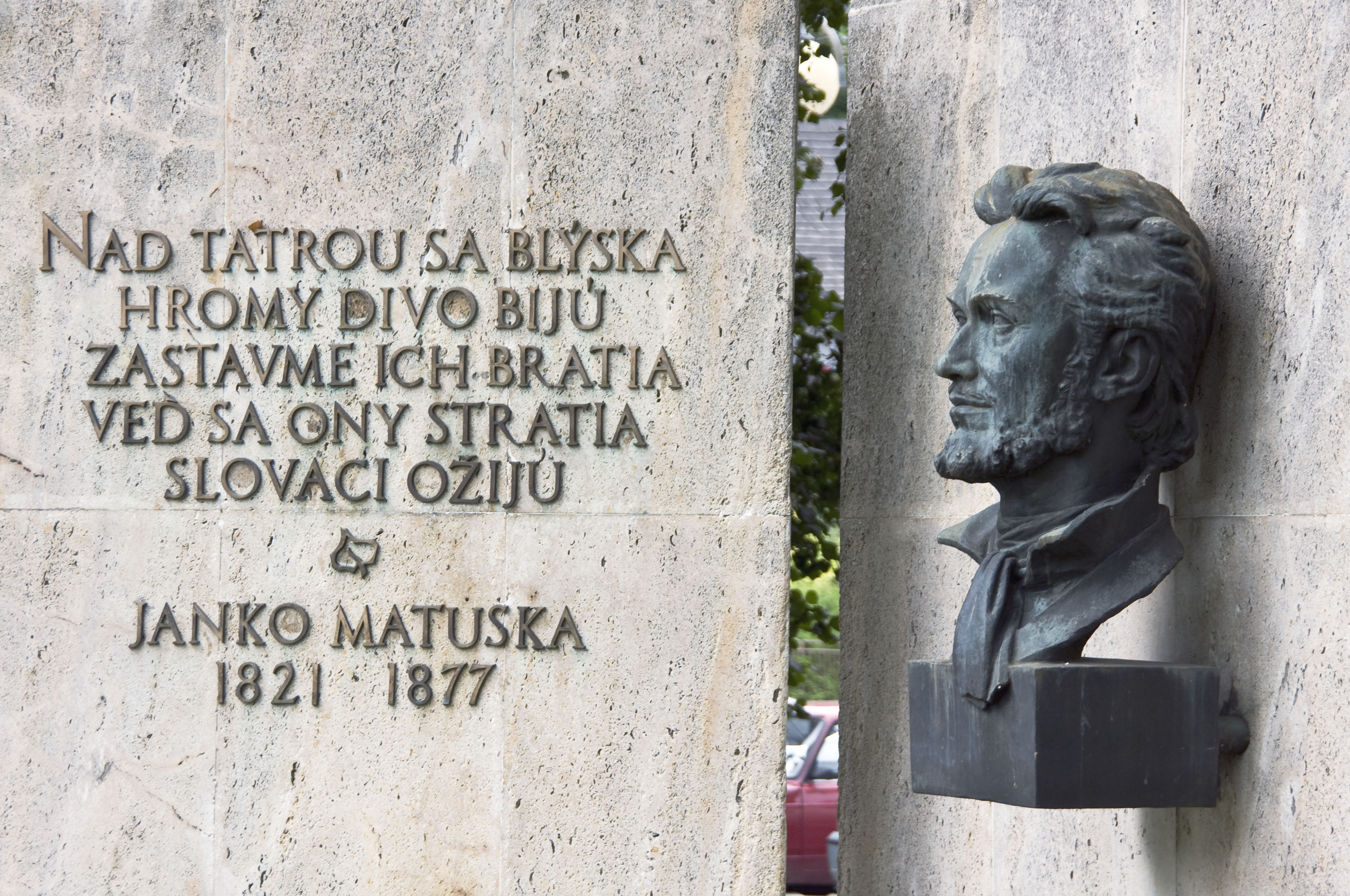
Бюст на батьківщині поета в Дольний Кубін

Народився в сім'ї ремісника. До 1844 вивчав теологію в Братиславському Євангелічному Лютеранському ліцеї, де познайомився і потоваришував з Людовитом Штуром, викладачем чесько-словацької мови і літератури.
Після відсторонення Штура від викладацької діяльності, Матушка разом з іншими словацькими студентами протестував проти дій мадярів. Тоді ж в 1844 під час походу студентів Ліцею з Братислави в Левочу в знак протесту проти арешту Людовита Штура він написав пісню, що стала гімном Словаччини (музика народної пісні «Копала колодязь, дивилася в нього» («Kopala studienku»).
У березні 1844 покинув ліцей в знак протесту. В середині 1844 повернувся додому, де до 1848 працював домашнім учителем. Оселився в Ораві, де прожив багато років.
Учасник Революції 1848 в Австрійській імперії.
Після придушення повстання важко захворів. Переховувався від переслідувань. Після революції 1848 перестав займатися літературною творчістю.
Помер в 1877.

## Творчість
Писати вірші почав будучи студентом ліцею. Автор поетичних балад і байок. Опублікував кілька прозових і драматургічних творів. Займався перекладами з польської (наприклад, перевів на словацьку мову драматичну поему «Дзяди» Міцкевича Адама).

## Обрана бібліографія

### Поезія
- 1844 — Nad Tatrou sa blýska
- Púchovská skala
- Svätý zákon
- Hrdoš
- Sokolíček plavý
- Preletel sokolík nad tichým Dunajom
- Slepý starec
- Po dolinách
- Vzdychy spod Lysice
- Kozia skala

### Проза
- Zhoda liptovská (новела)

### Драматичні твори
- 1846 — Siroty